# عقد 1490
عقد 1490 هو عقد امتد بين 1 يناير 1490 و31 ديسمبر 1499 بحسب التقويم الميلادي. سبقه عقد 1480 ولحقه عقد 1500.

## أحداث
- معاهدة توردسيلاس (1494)
- معاهدة برشلونة (1493)
- معركة فورنوفو (1495)
- معركة سمينارا (1495)
- معركة كربافا (1493)
- معاهدة غرناطة (1491)
- معركة دورناخ (1499)
- معركة زونكيو (1499)

## مواليد
- ماريا من يوليش-برغ (1491)
- لابو لابو (1491)
- جانغيونغ ملكة جوسون (1491)
- محمد بن عبد الرحمن العلقمي (1491)
- جيرمين من فوا (1492)
- فالنتين فريدلاند (1490)
- إبراهيم باشا الفرنجي (1493)
- عبد الوهاب الشعراني (1491)
- ألبرشت (1490)
- ميلن دي سان جليه (1491)
- أندرس دي أولموس (1491)

## وفيات
- كلبهار خاتون الأولى (1492)
- رينيه، دوق ألونسون (1492)
- إينوسنت الثامن (1492)
- مارتن شونجور (1491)
- أنطوان باسنوا (1492)
- جوان، أميرة البرتغال (1490)
- كم جونغ جك (1492)
- أدولف، لورد رافنشتاين (1492)
- إليزابيث وودفيل (1492)
- عبد الرحمن الجامي (1492)
- بييرو ديلا فرانشيسكا (1492)

## كتب
- Yves Denis Papin (1998). Chronologie de l'histoire ancienne. Lieu de publication non identifié: Éditions Jean-paul Gisserot. ISBN:2-87747-346-5. OCLC:40746926. مؤرشف من الأصل في 2022-03-16.
- موسوعة حضارة العالم (2002) لأحمد محمد عوف.

## روابط خارجية
- تصفح سنة بسنة عقد 1490 على موقع onthisday.com
- تصفح سنة بسنة عقد 1490 ابتداءً من سنة عقد 1490 على موقع المكتبة الوطنية الفرنسية